# Пол и религия
Пол и религия (или в един по-широк смисъл джендър и религия) e тема или по-скоро съвкупност от теми, отнасящи се до пола (и социалният пол, джендър) и религията.
Някои теми (или проблеми) с пола (рода) и религията могат да бъдат класифицирани като „вътрешни“ или „външни“. Темите или проблеми, които са от вътрешен характер могат да се изучават от перспективата на дадена религия и могат да включват религиозни вярвания и практики за ролите и правата на мъжа и жената в управлението, обучението и богослужението; вярвания за пола или джендъра на божества и религиозни фигури; и вярвания за произхода и значението на човешкия пол. Външните теми или проблеми са свързани с отношението между третирането на тези теми от дадена религия в съотношение или по отношение на установения социален ред, както и засягането на теми като трансджендър, хомо- и бисексуалност, хомосексуални бракове и други.